# Sing and Dance with Frank Sinatra

## Tracce
1. Saturday Night (Is The Loneliest Night Of The Week)
2. All Of Me (Version 1)
3. I've Got A Crush On You
4. Hucklebuck, The - (featuring Herbie Haymer)
5. It All Depends On You
6. Bye Bye Baby
7. All Of Me (Version 2)
8. Should I
9. You Do Something To Me
10. Lover
11. When You're Smiling
12. It's Only A Paper Moon
13. My Blue Heaven
14. The Continental
15. Meet Me At The Copa
16. Nevertheless (I'm In Love With You)
17. There's Something Missing
18. Farewell To Love